# Maydenoptila commista
Maydenoptila commista is een schietmot uit de familie Hydroptilidae. De soort komt voor in het Australaziatisch gebied.